# Рахими, Шакирджан
Шакирджан Рахими (1893—1938.04.10) — узбекский просветитель, педагог.

## Биография
Родился в Ташкенте. Отец Рахимджан после тяжелого заболевания (паралич ног) открыл начальную школу и преподавал в ней. Начальной грамоте обучался у отца. Затем продолжил обучение в новометодной школе «Рахимия», созданной старшим братом Сабирджаном Рахимовым в 1907 году. Обучался в медресе и в вечерней русско-туземной школе (1907—1910 гг).
С 1909 по 1919 год работал учителем в новометодной школе «Рахимия».
Сотрудник редакции газеты «Садои Туркистон» (1914—1915 гг.).
Участвовал в работе театральной группы «Турон».
Один из основателей и преподавателей Народного университета в Ташкенте (1918 г.)
Участвовал в создании и работе газеты «Иштирокиюн» (1919 г.), общества «Нашри маориф» (1923).
1918—1923 гг заведующий Старогородского районного отдела народного просвещения
1924 году заведующий Ташкентского областного отделов народного просвещения; одновременно преподаватель и заведующий в начальной школе и педагогических училищах.
С 1924—1926 годы заведующий секцией по изданию школьных учебников Научного совета коммисариата народного образования УзССР.
С 1926 г заведующий созданного в Москве Бухарского дома просвещения узбекской молодежи и рабочего факультета при коммисариате народного образования УзССР.
Участвовал в формировании и обучении первой труппы Национального академического театра драмы им. Хамзы.
В начале 30-х годов заместитель председателя Республиканской Чрезвычайной комиссии по борьбе с неграмотностью.
После ряда процессов над «буржуазными националистами» в системе культуры (1930—1931 гг) вернулся в Ташкент и работал рядовым учителем в различных школах.
В 1937 году был арестован как «враг народа», а затем расстрелян по списку № 1 НКВД.
В 1956 году реабилитирован посмертно.

## Творчество
С 1912 года участвует в подготовке и издании учебных пособий для новометодных школ.
Автор азбуки «Совға» (1919г) на арабской графике. С 1922 «Совға» принята в качестве основного учебника для системы народного образования и ликвидации безграмотности. «Совға» переиздавалась 19 раз.
При переходе Узбекистана на латинскую графику букв, «Совға» была переработана для латиницы.
Ш. Р. автор многочисленных учебников и учебных пособий для начальной школы.
- «Она тили» (1918, в соавторстве с Фитратом и Карамазовым)
- «Катталарга ўқиш» 1920 г.(Чтение для взрослых)
- «Ўзбек алифбоси» 1922 г.(Узбекская азбука)
- «Катталар йўлдоши» 1924 г.(спутник взрослых)
- «Катталар алифбоси» 1927 г.(Азбука для взрослых)[1]
- «Қизил аскарлар алифбеси» 1929 г. (Азбука бойца красной армии)
- «Батраклар алифбеси»1930 г. (Азбука батраков)
- «Савод» 1930 г. (Грамота)
- «Ўзбек тили иш китоби» 1932 г.(Рабочая книга узбекского языка)
- «Иккинчи ўқув йили она тили, ижтимоий иш китоби» 1932 г. (второй учебник книги родного языка, социально-рабочая книга)
- «Колхоз болалари» 1932 г.(Дети колхоза);
- «Алифбе» 1933—1934 гг. (Азбука);

Он также в 1926 году издал книгу «Ўзбек ишчи — деҳқонларнинг календари» («Календарь узбекских рабочих — дехкан»).
Кроме того, он один из соавторов русско-узбекского и узбекско-русского словаря, учебного пособия для слепых, учебника по стенографии на узбекском языке.